# 福里鮑 (亞利桑那州)
福里鮑（英語：Forepaugh）是位於美國亞利桑那州馬里科帕縣的一個非建制地區。該地的面積和人口皆未知。

## 地理
福里鮑的座標為33°58′17″N 113°02′47″W / 33.97139°N 113.04639°W，而該地的平均海拔高度為702米（即2303英尺）。